# Frederick Roberts
Pour les articles homonymes, voir Roberts.
Frederick Sleigh Roberts est un field marshal britannique, né le 30 septembre 1832 à Cawnpore (Inde britannique) et mort le 14 novembre 1914 à Saint-Omer (France).
Il est l'un des plus talentueux field marshals britanniques de l'ère victorienne. Souvent surnommé « Bobs » par les troupes qu'il commandait, il s’illustre principalement dans des guerres coloniales, en Inde, Afghanistan et Afrique du Sud.
Après sa carrière militaire, il devient notamment vice-président du Public School Alpine Sports Club. Il donne ainsi son nom à une célèbre compétition de ski alpin, l’Arlberg-Kandahar.
Il meurt d’une pneumonie contractée lors de sa visite des troupes indiennes stationnées dans le Nord de la France, au début de la Première Guerre mondiale. Il reçoit des funérailles nationales.

## La jeunesse
Né à Cawnpore en Inde le 30 septembre 1832, il est le second fils du général Abraham Roberts. Il étudie au collège d'Eton, à l'Académie royale militaire de Sandhurst et à l'Addiscombe Military Academy avant d'entrer au service de l'armée de la Compagnie britannique des Indes orientales en tant que second lieutenant pour l'armée du Bengale le 12 décembre 1851.
Il se fait remarquer à diverses reprises à l'occasion de la rébellion indienne de 1857, participant notamment à la libération de Lucknow, et aux affrontements de Delhi. Il gagne une Victoria Cross pour faits d'armes le 2 janvier 1868 à Khudaganj.
Il épouse Nora Henrietta Bews le 17 mai 1859.
Il participe ensuite à l'expédition d'Abyssinie en 1863 et à la campagne de Lushai de 1871 à 1872.

## En tant que commandant de corps d'armée
Il est promu général-major à l'occasion de la seconde guerre anglo-afghane, au cours de laquelle il mène notamment la bataille de Kandahar. Il prend Kaboul et destitue Mohammad Ya'qub Khan, l'émir afghan.
Il effectue une courte mission en tant que gouverneur du Natal et Commandant-en-Chef des Forces britanniques d'Afrique du Sud, puis est nommé Commandant-en-Chef de Madras, poste qu'il occupe pendant quatre années. Il devient ensuite en 1885 Commandant-en-Chef des troupes britanniques de toute l'Inde. Il est nommé général en 1890, et est anobli en 1892 « baron Roberts, de Kandahar en Afghanistan et de la ville de Waterford ».
Il est ensuite nommé commandant-en-chef des troupes britanniques en Irlande en 1893, et nommé field marshal en 1895.

## Seconde guerre des Boers

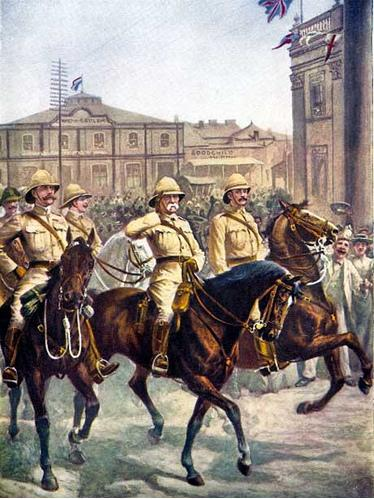
Lord Roberts entrant à Kimberley après la levée du siège de la ville en février 1900.

Deux ans plus tard, il retourne en Afrique du Sud à l'occasion de la seconde guerre des Boers pour prendre les deux capitales Bloemfontein et Pretoria. Il quitte cependant ses fonctions fin 1900 pour laisser la place à Horatio Herbert Kitchener, qui combat encore une année et demie pour obtenir la victoire britannique. Il est à l'origine de la création de camps de concentration qui occasionnent la mort de près de 27 000 Boers.
Il est anobli par la Couronne britannique, une première fois en 1892, une seconde fois après la guerre des Boers. Son titre complet est alors « comte Roberts (en anglais : Earl Roberts), de Kandahar en Afghanistan, de Pretoria dans la colonie du Transvaal et de la ville de Waterford ».

## Fin de carrière

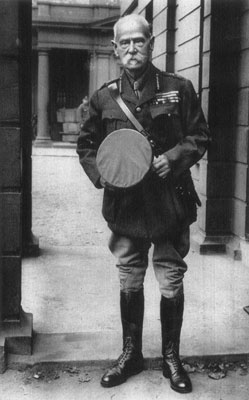
Lord Roberts le jour de son, en uniforme de la Première Guerre mondiale, peu avant sa mort.

Lord Roberts est le dernier commander-in-chief of the Forces pendant trois ans, avant la disparition du titre. Il ne se consacre plus ensuite qu'à des actions politiques en Grande-Bretagne et occupe diverses fonctions honorifiques. Il meurt de pneumonie à Saint-Omer en France, alors qu'il rend visite aux troupes indiennes venues combattre sur les fronts de la Première Guerre mondiale. Son corps est exposé dans le Hall de Westminster (l'une des deux seules personnalités non royales du XXe siècle à se voir gratifier d'un tel honneur, l'autre étant Winston Churchill). Il reçoit des funérailles d'État.
Ayant été anobli une première fois en 1892 et étant donc membre de la Chambre des lords au moment de sa mort, il est l'un des quarante-trois parlementaires britanniques morts à la Première Guerre mondiale et commémorés par un mémorial à Westminster Hall, dans l'enceinte du palais de Westminster où siège le Parlement.
Ses deux fils meurent avant lui, dont Frederick Hugh Sherston Roberts (en) qui est tué à la bataille de Colenso lors de la seconde guerre des Boers, ce qui lui vaut attribution de la Victoria Cross.

## Publications
Field Marshal Lord Roberts of Kandahar, Forty-One Years in India: from Subaltern to Commander-in-chief (1897, réédité par le Asian Educational Services, New Delhi, 2005)